# Valon Berisha
Valon Berisha (* 7. února 1993 Malmö) je kosovský profesionální fotbalista albánského původu, který hraje na pozici středního záložníka za australský klub Melbourne City FC, kde je na hostování ze Stade Reims, a za kosovský národní tým. Na seniorské úrovni reprezentoval až do roku 2016 Norsko.
Jeho mladší bratr Veton Berisha je taktéž fotbalista.

## Reprezentační kriéra

### Norsko
Berisha reprezentoval Norsko v mládežnických kategoriích.
V A-mužstvu Norska debutoval 15. 1. 2012 na turnaji King's Cup v thajském Bangkoku proti reprezentaci Dánska (remíza 1:1). Celkem odehrál v letech 2012–2016 za norský národní tým 20 zápasů, branku nevstřelil.

### Kosovo
V srpnu 2016 se stal reprezentantem Kosova. V A-mužstvu Kosova debutoval 5. 9. 2016 v kvalifikačním zápase v Turku proti Finsku (remíza 1:1).